# The Ark
The Ark (tiếng Hàn Quốc: 디아크), The Ark là một nhóm nhạc nữ 5 thành viên trực thuộc sự quản lý của Music K Entertainment. Các thành viên trong nhóm bao gồm Min-ju, Yuna Kim, Yujin, Suji và Jane. Tên và logo của họ được lấy cảm hứng từ vị nữ anh hùng nổi tiếng nước Pháp - Joan of Arc. Single ra mắt The Light (빛) của nhóm được phát hành vào ngày 10 tháng 4 năm 2015. Với việc Yuna Kim và Min-ju ra đi thì nhóm đã chính thức tan rã hồi đầu năm 2016.

## Tiểu sử

### Trước khi ra mắt
Trước khi ra mắt với tư cách một nhóm, các thành viên trong nhóm đều đã có những bước đệm quan trọng để bước vào trong ngành công nghiệp giải trí. Hai thành viên đã phát hành single và biểu diễn như một ca sĩ solo. Ba thành viên còn lại đều đã xuất hiện trên các kênh truyền hình và các show khác.
Min-ju đã tham gia SBS's Kpop Star Season 2, một chương trình thực tế nơi mà cô cùng 4 thành viên khác của chương trình đã hợp thành nhóm 'YouU'. YouU sau đó bị loại và giành được vị trí thứ 8 của chương trình. Ngày 14/7/2014, Min-ju đã cùng thành viên trong nhóm là Yuna Kim và Hyunkyu (Bromance) cho ra mắt single đầu tay "Good Bye Rain".
Yuna Kim sinh ra tại New York và là trainee tại YG trước khi gia nhập The Ark. Năm 2011, cô đã tham gia vào chương trình tuyển chọn tài năng Superstar K3. của đài MNEt với vai trò là một rapper. Sau đó Yuna gia nhập YG Entertainment nhưng vì nhiều lý do nên cô ấy đã rời nơi đây để quay về Mỹ tiếp tục việc học tập của mình. Năm 2014, do sự thuyết phục của giám đốc Music K Entertainment nên Yuna đã trở thành trainee của công ty. Ngày 22/5/2014, cô ra mắt ca khúc "Without you now" (이젠 너 없이도) với sự kết hợp của MFTBY. Ngoài ra cô ấy cũng đã vượt qua vòng sơ loại để vào JYP năm 2009 và đầu năm 2011.
Jane đã tham gia "The Voice Kids" năm 2013 và ở vòng giấu mặt cô đã được HLV Yoon Sang chọn sau khi thể hiện ca khúc "No.1". của BoA
Halla đã đóng vai nữ chính trong MV "Cheer Up" của đàn chị cùng công ty Hong Jinyoung.
Yujin trước khi debut là thành viên của hoc viện POWER VOCAL.

### 2015: Ra mắt vớiThe Light
Ngày 10/4/2015, The Ark cho ra mắt single đầu tay có tên "Somebody 4 Life" cùng MV cho ca khúc chủ đề "The Light". Sau đó vào ngày12//2015. nhóm có màn ra mắt đầu tiên trên SBS's The Music Trend. MV "The Light" đã chiếm trọn trái tim người xem khi kể về người mẹ đơn thân (diễn viên Jo Min Soo) hết mực yêu thương con gái của mình (Halla). Nhưng chỉ sau một vụ tai nạn người con đã ra đi mãi mãi. Người mẹ đó vẫn cố tiếp tục sống và làm theo thói quen hàng ngày như khi có con ở bên nhưng thật sự bên trong tim bà đã tan nát.

## Thành viên
| Nghệ danh          | Nghệ danh | Tên khai sinh | Tên khai sinh | Vị trí trong nhóm                             | Ngày Sinh         |
| Latinh             | Hangul    | Latinh        | Hangul        | Vị trí trong nhóm                             | Ngày Sinh         |
| ------------------ | --------- | ------------- | ------------- | --------------------------------------------- | ----------------- |
| Min-ju             | 민주      | Jeon Min-joo  | 전민주        | Trưởng nhóm, Nhảy chính, Hát dẫn              | 8 tháng 9, 1994   |
| Yuna Kim/ Euna Kim | 유나킴    | Kim Yoo-na    | 킴유나        | Rap chính, Hát phụ                            | 27 tháng 10, 1994 |
| Yujin              | 유진      | Jeong Yoo-jin | 정유진        | Hát chính                                     | 6 tháng 9, 1996   |
| Halla/ Lee Han-la  | 한라      | Suji          | 이수지        | Nhảy dẫn, Hát phụ, Gương mặt đại diện, Visual | 20 tháng 3, 1998  |
| Jane               | 재인      | Cheon Jae-in  | 천재인        | Rap dẫn, Hát phụ, Maknae                      | 23 tháng 11, 1999 |

## Danh sách đĩa nhạc:

### EPs
| Tiêu đề | Thông tin | Tiêu thụ |                 | |   |
| ------- | --------- | -------- | --------------- | --- | - |
| Tiêu đề | Thông tin | Tiêu thụ | Somebody 4 Life | - Phát hành: 10/04/2015 - Phân phối: KeyEast - Định dạng: CD, digital download - Ngôn ngữ: Korean Track listing 1. The Light (빛) | — |

### Singles
| Tiêu đề                                                                      | Năm | Tiêu thụ | Album |                  |      |          |                 |
| ---------------------------------------------------------------------------- | --- | -------- | ----- | ---------------- | ---- | -------- | --------------- |
| Tiêu đề                                                                      | Năm | Tiêu thụ | Album | "The Light" (빛) | 2015 | - KOR: — | Somebody 4 Life |
| "—" denotes releases that did not chart or were not released in that region. |     |          |       |                  |      |          |                 |

## Hợp tác và phát hành riêng
| Tiêu đề                                                                      | Năm            | Album                                                                 | Artist(s) |                                    |      |                |                                                           |
| ---------------------------------------------------------------------------- | -------------- | --------------------------------------------------------------------- | --------- | ---------------------------------- | ---- | -------------- | --------------------------------------------------------- |
| Tiêu đề                                                                      | Năm            | Album                                                                 | Artist(s) | "Without you now" (이젠 너 없이도) | 2014 | Digital Single | Yuna Kim (유나킴) feat. T(윤미래), Tiger(타이거JK), Bizzy |
| "Good bye Rain" (비별)                                                       | Digital Single | Jeon Minju (전민주), Yuna Kim(유나킴) feat. Hyunkyu(현규) of Bromance |           |                                    | 2014 |                |                                                           |
| "—" denotes releases that did not chart or were not released in that region. |                |                                                                       |           |                                    |      |                |                                                           |

## Sự nghiệp điện ảnh

### MV đã phát hành
| Năm  | Bài hát          | Nghệ sĩ        | Tham gia |
| ---- | ---------------- | -------------- | -------- |
| 2014 | Cheer Up         | Hong Jin Young | Halla    |
| 2015 | "The Light" (빛) | The Ark        | Halla    |

## Liên kết khác
- Website chính thức